# 裴伯茂
裴伯茂（497年？—535年？），河东郡闻喜县人，南北朝北魏至东魏军事人物、文人。
他是司空中郎裴叔义的次子，过继给了伯父裴仲规。年轻时博览群书，富有文才。最初担任奉朝请。正光五年（524年），京兆王元继出征关西，讨伐莫折念生之弟莫折天生的叛乱，裴伯茂担任大将军铠曹参军，随军前往。孝昌二年（526年），陈双炽作乱，裴伯茂在长孙稚麾下担任行台郎中，参与讨伐叛军。长孙稚凯旋返回洛阳后，裴伯茂以知行台事的身份留守关西。孝昌三年（527年），他讨伐薛凤贤等人的叛乱，因功被封为平阳伯。之后担任散骑常侍，负责典起居注。太昌元年（532年），任中书侍郎。永熙年间，在广平王元赞手下担任文学之职，后来又被加授中军大将军。裴伯茂喜好饮酒，态度傲慢，因长期未能升迁，曾作《豁情赋》来排遣烦闷。天平元年（534年），东魏建立，都城从洛阳迁至邺城，他为此创作了《迁都赋》。天平二年（535年），裴伯茂在宫中宴会上侮辱了章武王元融之子殿中尚书、章武王元景哲，因此被拘禁，但未被治罪。其兄裴景融陷入贫困时，他不肯予以援助，被时人看作薄情寡义之人。他曾立志编纂《晋书》，但未能完成便去世了，时年三十九岁。死后被追赠散骑常侍、卫将军、度支尚书、雍州刺史，后又追赠吏部尚书，谥号文。裴伯茂没有子嗣，其兄长裴景融的次子裴孝才过继给他为后。